# Pulei na Piscina
Pulei na Piscina é uma canção de Guilherme & Benuto, lançada em 21 de agosto de 2020 pela Sony Music, sendo o primeiro single do segundo álbum ao vivo DRIVE-IN.

## Antecedentes e gravação
Guilherme & Benuto, antes da gravação do DRIVE-IN, colhiam os frutos do álbum Amando, Bebendo e Sofrendo, especialmente pelas canções Flor Que Se Cheira e 3 Batidas, que encerraram o ano de 2019 na lista das 20 músicas mais executadas no Spotify. No dia 18 de julho de 2020, no estacionamento do Sindicato dos Metalúrgicos de Piracicaba, foi gravado o álbum DRIVE-IN, com um formato que os cantores estavam adotando, nos tempos de pandemia de COVID-19 no Brasil: o show com o público assistindo em seus carros.

## Composição e letra
A composição dessa música é assinada pelos mesmos autores de 3 Batidas, além de seguir quase a mesma linha dessa canção citada: o sofrimento de uma decepção amorosa retratado com uma certa comicidade. Dessa vez, o personagem da história termina um relacionamento e é convidado por um amigo para uma festa com "piscina e churrasco", até que vê sua ex acompanhada por outro homem e, ao pular na piscina, tenta esconder suas lágrimas e a dor da rejeição, misturando-as com a água.

## Repercussão
Pulei na Piscina saltou da 142ª posição para o 1º lugar nas paradas da Crowley Charts por 12 semanas, ultrapassando mais de 176 milhões de execuções nas plataformas digitais. Recebeu certificação de disco de diamante pela Pro-Música Brasil em 2021.

### Desempenho comercial
| Tabela musical                  | Melhor posição |
| ------------------------------- | -------------- |
| Crowley Charts (Top 100 Brasil) | 1              |
| ConnectMix (Ranking Anual 2021) | 10             |
| Spotify (Top 200 Brasil)        | 14             |
| ConnectMix (Ranking Anual 2020) | 87             |

### Certificações
| País         | Certificação | Vendas certificadas |
| ------------ | ------------ | ------------------- |
| Brasil (PMB) | Diamante     | +300 000            |